# Poienești
Poienești là một xã thuộc hạt Vaslui, România. Dân số thời điểm năm 2002 là 3157 người.